# Wólka Wielka
Wólka Wielka (niem. Groß Wolka, 1938–1945 Großwolken) – wieś w Polsce położona w województwie warmińsko-mazurskim, w powiecie olsztyńskim, w gminie Biskupiec.
W latach 1975–1998 miejscowość należała administracyjnie do województwa olsztyńskiego.